# Pulse of the Early Brain
Pulse of the Early Brain — сборник англо-французской авант-поп группы Stereolab. Он был выпущен 2 сентября 2022 года лейблами Duophonic Records и Warp Records. Это пятая часть серии «Switched-On» (подзаголовок «Switched On Volume 5»), в которой собраны раритеты группы, такие как EP Simple Headphone Mind (1997) и Low Fi (1992), бонусные и эксклюзивные треки с Chemical Chords (2008), а также отдельные треки с других альбомов, сплит-синглов и флекси-дисков. В отличие от предыдущих релизов «Switched-On», которые собирали все эпохи группы в хронологическом порядке, Pulse of the Early Brain включает раритеты за всю карьеру.
Компиляция была анонсирована вместе с выходом сингла «Robot Riot» в июне 2022 года и синглов «Simple Headphone Mind» и «Trippin With the Birds» в августе. Pulse of the Early Brain получил всеобщее признание музыкальных критиков, которые похвалили включение Simple Headphone Mind и Low Fi, но некоторые также считают его наиболее и наименее важным релизом в каталоге Stereolab. Он занял 3-е место в чарте независимых альбомов Великобритании и 66-е место в чарте альбомов Великобритании.

## Релиз
Pulse of the Early Brain был анонсирован с выходом сингла «Robot Riot» 24 июня 2022 года, за которым последовали «Simple Headphone Mind» и «Trippin' With The Birds» 3 августа и «Cybele’s Reverie (Live at the Hollywood Bowl)» 24 августа. Компиляция вышла 2 сентября на лейблах Duophonic Records и Warp Records. Она была доступна для покупки на виниле, CD и для цифрового скачивания. Лимитированные издания винила и CD были выпущены в зеркальном картонном рукаве. Цифровое издание содержит только 16 треков из 21, при этом мини-альбом EP Low Fi и демо «Ronco Symphony» были исключены из-за ограничений цифрового лицензирования.

## Отзывы
| Совокупная оценка | Совокупная оценка |
| Источник          | Оценка            |
| ----------------- | ----------------- |
| Metacritic        | 82/100            |
| Оценки критиков   |                   |
| Источник          | Оценка            |
| AllMusic          | [ 6 ]             |
| The A.V. Club     | B+                |
| Clash             | 8/10              |
| Classic Rock      | 6/10              |
| Mojo              | [ 10 ]            |
| Pitchfork         | 6.6               |
| Record Collector  | [ 12 ]            |
| Uncut             | [ 13 ]            |

Pulse of the Early Brain получил всеобщее признание музыкальных критиков. На сайте Metacritic, который присваивает средневзвешенную оценку из 100 баллов рецензиям ведущих изданий, альбом получил средний балл 82, основанный на 7 рецензиях.
Критики сочли включение мини-альбомов (EP) Simple Headphone Mind и Low Fi изюминками сборника. Выступая в качестве первых шести треков, некоторые похвалили переход между обоими EP. Стивен Томас Эрлевайн прокомментировал: «Пронизанный эмбиентными грувами и запоминающимися гармониями, пятый том раритетов авант-поп квинтета возвращает к их космическому расцвету». Пирс Мартин из журнала Uncut считает компиляцию «лучшей из всех».
Некоторые критики одновременно считают компиляцию и самым и наименее значимым релизом в каталоге Stereolab. Роберт Хэм из Pitchfork поставил под сомнение включение коротких треков и посчитал, что EP Simple Headphone Mind был «скелетным и незаконченным». Критик журнала Classic Rock осудил тот же EP, утверждая, что компиляция «никогда полностью не восстанавливается» после него.

## Список композиций
| №                   | Название                                         | Длительность |
| ------------------- | ------------------------------------------------ | ------------ |
| 1.                  | «Simple Headphone Mind»                          | 10:46        |
| 2.                  | «Trippin' With the Birds»                        | 21:01        |
| 3.                  | «Low Fi»                                         | 5:22         |
| 4.                  | «[Varoom!]»                                      | 9:19         |
| 5.                  | «Laisser-Faire»                                  | 4:35         |
| 6.                  | «Elektro [he held the world in his iron grip]»   | 8:01         |
| 7.                  | «Robot Riot»                                     | 2:56         |
| 8.                  | «Spool of Collusion»                             | 2:13         |
| 9.                  | «Symbolic Logic Of Now!»                         | 4:05         |
| 10.                 | «Forensic Itch»                                  | 3:06         |
| 11.                 | «Ronco Symphony» (demo)                          | 1:00         |
| 12.                 | «ABC»                                            | 5:16         |
| 13.                 | «Magne-Music»                                    | 3:53         |
| 14.                 | «Blaue Milch»                                    | 4:58         |
| 15.                 | «Yes Sir! I Can Moogie!»                         | 1:03         |
| 16.                 | «Plastic Mile» (original version)                | 6:36         |
| 17.                 | «Refractions In The Plastic Pulse» (Feebate Mix) | 7:51         |
| 18.                 | «Unity Purity Occasional»                        | 2:18         |
| 19.                 | «The Nth Degrees»                                | 4:14         |
| 20.                 | «XXXOOO»                                         | 1:01         |
| 21.                 | «Cybele's Reverie» (live at the Hollywood Bowl)  | 5:47         |
| Общая длительность: | Общая длительность:                              | 1:58:54      |

Замечание:
Треки 3—6 и 11 представлены только в физических изданиях.

## Чарты
| Чарт (2022)                                  | Высшая позиция |
| -------------------------------------------- | -------------- |
| Германия (Offizielle Top 100)                | 89             |
| Шотландия (Scottish Albums Chart)            | 10             |
| Великобритания (UK Albums Chart)             | 66             |
| Великобритания (UK Independent Albums Chart) | 3              |